# Paraceras javanicum
Paraceras javanicum är en loppart som först beskrevs av Ewing 1924.  Paraceras javanicum ingår i släktet Paraceras och familjen fågelloppor. Inga underarter finns listade i Catalogue of Life.